# Kıvrıklı, Ceyhan
Kıvrıklı là một xã thuộc huyện Ceyhan, tỉnh Adana, Thổ Nhĩ Kỳ. Dân số thời điểm năm 2009 là 754 người.